# Silver Star (kitüntetés)
A Silver Star, magyarul Ezüst Csillag érem egy amerikai katonai kitüntetés. Azok a katonák kaphatják meg, akik "Kiemelkedő harci teljesítmény során kivételesen bátor magaviseletet" tanúsítottak.
Az Ezüst Csillag az USA egyik magas szintű katonai kitüntetése. Magasabb rangú a Defense Distinguished Service Medal, Distinguished Service Medal (Army), Navy Distinguished Service Medal, Distinguished Service Medal (Air and Space Forces) és alacsonyabb a Defense Superior Service Medal és a Legion of Merit.
Az Ezüst Csillag kitüntetés, az 1918. július 9-én alaptított a "Citation Star" (Kitüntető Csillag) utódjának tekinthető. 1932. július 19-én a hadügyminiszter jóváhagyta a "Citation Star" átalakítását az Ezüst Csillagra. A "Citation Star" csillagja került az új érem közepébe.
Az Ezüst Csillag-éremra vonatkozó szabályzatot 1942. augusztus 7-i Kongresszusi Törvény módosította, amiben az Egyesült Államok Haditengerészetének tagjai jogosultakká váltak a érem odaítéléséra. Az Egyesült Államok Hadserege számára pedig 1942. december 15-i hatállyal Kongresszusi Törvény iktatta be a módosítást. Az érem jelenlegi törvényi felhatalmazását a az Egyesült Államok törvénykönyvének 10. törvénye tartalmazza (10 U.S.C. § 7276 az amerikai hadsereg számára, 10 U.S.C. § 8294 az Egyesült Államok haditengerészetére és az Egyesült Államok tengerészgyalogságára, valamint 10 U.S.C. § 9276 az Egyesült Államok légiereje és az Egyesült Államok űrhadereje számára).
Az amerikai hadsereg „Ezüst Csillagként” ítéli oda az érmet. Az amerikai haditengerészet, a tengerészgyalogság, a légierő, az űrhaderő és a parti őrség „Ezüst Csillag éremként” ítéli oda a kitüntetést. Maga a Védelmi Minisztérium (DoD), 2016. december 21. óta  „Ezüstcsillag Éremként” nevezi meg a kitüntetést.

## Kinézete
Az Ezüst Csillag érem egy arany ötágú csillag, 1 1⁄2 hüvelyk (38 mm) átmérőjű, közepén egy 3⁄16 hüvelyk (4,8 mm) átmérőjű ezüst csillag, amit körbe vesz egy babérkoszorú. Az érem egy téglalap alakú, lekerekített sarkú fémhurokra van felfüggesztve. A hátoldalon a "FOR GALLANTRY IN ACTION" felirat látható. A szalag 1 3⁄8 hüvelyk (35 mm) széles, és a következő csíkokból áll: 7⁄32 hüvelyk (5,6 mm) Old Glory piros (középső csík); kifelé haladva párokban 7⁄32 hüvelyk (5,6 mm) fehér; 7⁄32 hüvelyk (5,6 mm) ultramarin kék; 3⁄64 hüvelyk (1,2 mm) fehér; és 3⁄32 hüvelykes (2,4 mm) ultramarin kék.

## Külső hivatkozások
- Legion of Merit - Története, képek
- Más kitüntetések